# Agromyza oliverensis
Agromyza oliverensis este o specie de muște din genul Agromyza, familia Agromyzidae, descrisă de Spencer în anul 1969.
Este endemică în British Columbia. Conform Catalogue of Life specia Agromyza oliverensis nu are subspecii cunoscute.